# Fratelli tutti
Fratelli tutti (Hermanos todos, en español) es el título de la tercera encíclica del Papa Francisco, que fue firmada el 3 de octubre de 2020, en la víspera de la memoria de San Francisco de Asís, en la ciudad de Asís, Italia.
Se dedica a definir y exaltar la fraternidad como valor y elemento ordenador de las sociedades, las naciones y la convivencia mundial. También realiza una crítica a los regímenes políticos liberales y a los populismos.
Su título se inspira en un escrito de San Francisco de Asís: "Miremos con atención, hermanos todos, al buen pastor que para salvar a sus ovejas sostuvo la pasión de la Cruz" (Admoniciones, 6, 1: FF 155).

## Antecedentes
El 4 de febrero de 2019 el Papa Francisco y el Jeque Ahmed el-Tayeb, Gran Imán de Al-Azhar, firmaron el Documento sobre la Fraternidad Humana por la Paz Mundial y la Convivencia Común, también conocido como la declaración de Abu Dabi. Este texto influyó en la encíclica Fratelli tutti, tal como reconoce el Papa Francisco en el mismo texto al afirmar que para escribirla se inspiró en su encuentro con Ahmed el-Tayeb en 2019. Además, el Documento sobre la Fraternidad Humana también dio lugar a la instauración del 4 de febrero como el Día Internacional de la Fraternidad Humana.
Fratelli tutti es la tercera encíclica del Papa Francisco, después de Lumen fidei y Laudato si'. El documento se anunció oficialmente por primera vez el 5 de septiembre de 2020.
El título de la encíclica está tomado de las Admoniciones de Francisco de Asís. El Papa Francisco había aludido a la misma cita el 14 de mayo de 2020, cuando celebró la misa en la Domus Sanctae Marthae de la Ciudad del Vaticano.

«Todos somos hermanos y hermanas. San Francisco de Asís solía decir: "Todos hermanos y hermanas". Y así, hombres y mujeres de todas las confesiones religiosas se unen hoy en oración y penitencia para pedir la gracia de la curación de esta pandemia.»

## Publicación
El papa Francisco firmó la encíclica el 3 de octubre de 2020 en Asís, frente a la tumba de Francisco de Asís, después de que hubiera celebrado una misa frente a dicha tumba. Esta fue la primera vez que se firmó una encíclica papal fuera de Roma. El viaje de Francisco a Asís fue el primero fuera de Roma desde el comienzo de la pandemia de COVID-19, y su cuarta visita a la ciudad como papa.
Se firmó  tras una ceremonia eucarística presidida por el papa, aún condicionada por las restricciones por la pandemia de Covid-19, de acuerdo a la información de la Prefectura de la Casa Pontificia, según la cual por deseo de Francisco, la visita "se realizará de forma privada, sin ninguna participación de los fieles", "debido a la situación sanitaria"
El texto de la encíclica fue publicado por el Vaticano el 4 de octubre de 2020, la fiesta de Francisco de Asís. Sin embargo, el día anterior, el sitio web conservador español Infovaticana había filtrado la versión original en español de la encíclica. La publicación oficial de la encíclica fue precedida por una conferencia de prensa el mismo día.

## Inspiraciones
El papa Francisco afirma en Fratelli tutti que esta encíclica está inspirada en el encuentro de febrero de 2019 que tuvo con el Gran Imán Ahmad al-Tayyeb en Abu Dhabi, ocasión en la cual ambos firmaron el Documento sobre la Fraternidad Humana. También afirma que se ha inspirado en Francisco de Asís, así como en numerosos no católicos, entre otros Martin Luther King, Desmond Tutu y Mahatma Gandhi.
La noción de "prójimo" elaborada en la encíclica se inspira en parte en la interpretación que de ella hace Paul Ricoeur, a quien el papa cita dos veces; también cita al filósofo existencialista cristiano Gabriel Marcel. Además, el papa, en la redacción de la encíclica, contó con la asistencia del Dicasterio para el Servicio del Desarrollo Humano Integral. Como nota al margen, Famille Chrétienne cree que parte de la escritura, o al menos de la inspiración del texto, se debería a Bruno-Marie Duffé, quien asistió al cardenal Peter Turkson en la dirección de dicho dicasterio.

## Contenido

### Visión de conjunto
La encíclica pide más fraternidad y solidaridad humanas, y es un llamado a rechazar las guerras. El documento se centra en los problemas sociales y económicos contemporáneos y propone un mundo ideal de fraternidad en el que todos los países pueden formar parte de una "familia humana más amplia". Tiene aproximadamente 43 000 palabras y 288 notas a pie de página. La mayor parte de la encíclica contiene lo que el Papa ya ha dicho, y puede considerarse como una reordenación sistemática y completa de la obra que Francisco ha producido durante su papado de 7 años. "Al incorporar dichos pasados de homilías, discursos y declaraciones en una encíclica, uno de los niveles más altos de enseñanza en la iglesia, aumenta su autoridad".

### Idioma
La encíclica estuvo originalmente escrita en español, aunque la versión oficial firmada por el papa y el título están en italiano.
Además, el documento en el que está inspirada es el “Documento sulla fratellanza umana per la pace mondiale e la convivenza comune”, escrito en italiano, que fue firmado en Abu Dhabi el 4 de febrero de 2019, junto con el Imán Ahmad Al-Tayyeb. En el diálogo interreligioso que tuvo lugar en esa ocasión y en la homilía pronunciada al día siguiente el papa utilizó la lengua italiana, como de costumbre no sólo en el Vaticano, sino también en sus viajes al extranjero

### Racismo
La encíclica critica el racismo diciendo: “El racismo, lejos de ser una desviación moral, es percibido por algunos grupos como un mecanismo de preservación cultural y espiritual. En su visión, diferenciarse del otro —del extranjero, del diferente— fortalece la identidad propia, y se alinea, según ellos, con valores tradicionales y religiosos que exigen orden, pureza y jerarquía. Bajo esta lógica, incluso la fe católica es invocada para justificar la exclusión, argumentando que la nación, la religión y la cultura deben protegerse de la contaminación de lo ajeno. Así, el racismo se disfraza de virtud, presentándose como un deber moral antes que como un prejuicio”.

### Inmigración
Si toda persona tiene una dignidad inalienable, si todo ser humano es mi hermano o mi hermana, y si en realidad el mundo es de todos, no importa si alguien ha nacido aquí o si vive fuera de los límites del propio país.
Fratelli tutti. 125

Estatua "Ángeles desprevenidos" que conmemora a los migrantes. Esta estatua, de pie en la Plaza de San Pedro, fue inaugurada por el Papa Francisco el 29 de septiembre de 2019 con motivo de la 105a Jornada Mundial de los Migrantes y Refugiados. En su inauguración, el Papa Francisco dijo que quería que la escultura "recordara a todos el desafío evangélico de la hospitalidad".

Francisco apoya la causa de los inmigrantes, diciendo: "Entonces nadie puede quedar excluido, no importa dónde haya nacido, y menos a causa de los privilegios que otros poseen porque nacieron en lugares con mayores posibilidades. Los límites y las fronteras de los Estados no pueden impedir que esto se cumpla." Francisco añade: "cada país es asimismo del extranjero, en cuanto los bienes de un territorio no deben ser negados a una persona necesitada que provenga de otro lugar". Dice que los migrantes también deberían beneficiarse del amor, y cita la carta pastoral de la Conferencia de los Obispos Católicos de Estados Unidos de 2018 contra el racismo diciendo que hay derechos que "preceden a cualquier sociedad porque manan de la dignidad otorgada a cada persona en cuanto creada por Dios".
El Papa también pide que se establezca el concepto de "plena ciudadanía" y el rechazo al uso discriminatorio de la expresión "minorías". El Papa insiste en que otros que son diferentes a nosotros son un regalo, y que el todo es más que el total de sus partes individuales. Además, afirma que las otras culturas "no son enemigos de los que hay que preservarse".

### Relaciones interreligiosas
La encíclica está inspirada en la declaración de Abu Dhabi. En la encíclica, el Papa Francisco afirma la declaración de Abu Dhabi "No se trató de un mero acto diplomático sino de una reflexión hecha en diálogo y de un compromiso conjunto". Fratelli tutti dice que "los creyentes de las distintas religiones sabemos que hacer presente a Dios es un bien para nuestras sociedades" y que "Los cristianos pedimos que, en los países donde somos minoría, se nos garantice la libertad, así como nosotros la favorecemos para quienes no son cristianos allí donde ellos son minoría."
El Papa considera el diálogo interreligioso como una forma de llevar "amistad, paz, armonía" y añadiendo que sin "una apertura al Padre de todos" no se puede lograr la fraternidad. Francisco agrega que el fundamento del totalitarismo moderno es la "negación de la dignidad trascendente de la persona humana y afirma que la violencia "no encuentra fundamento en las convicciones religiosas fundamentales sino en sus deformaciones". Sin embargo, el diálogo de cualquier tipo no implica "que todos seamos más light o de que escondamos las convicciones propias". Para Francisco, la sincera y humilde adoración a Dios "no lleva a la discriminación, al odio y la violencia, sino al respeto de la sacralidad de la vida".

### El buen samaritano
El papa Francisco reflexiona sobre la parábola del buen samaritano; esta reflexión es el núcleo teológico de la encíclica. El Papa Francisco dice que esta parábola es un llamado "siempre nuevo" de Jesús que "nos invita a que resurja nuestra vocación de ciudadanos del propio país y del mundo entero, constructores de un nuevo vínculo social". Invita al lector a una introspección de su lucha interior entre la propia seguridad y los sacrificios personales requeridos por la caridad. La parábola "Nos revela una característica esencial del ser humano, tantas veces olvidada: hemos sido hechos para la plenitud que sólo se alcanza en el amor". El Papa Francisco agrega que "Todos tenemos responsabilidad sobre el herido" y que "No tenemos que esperar todo de los que nos gobiernan, sería infantil. Gozamos de un espacio de corresponsabilidad capaz de iniciar y generar nuevos procesos y transformaciones." El Papa también insta a las personas a "ser otros buenos samaritanos que carguen sobre sí el dolor de los fracasos, en vez de acentuar odios y resentimientos".
El papa Francisco también critica a aquellos que creen que basta con adorar a Dios y no son fieles a lo que su fe les exige. Además, Francisco señala a aquellos que "usan y engañan a la sociedad" y a quienes "viven de ese sistema y de sus recursos". También enfatiza la importancia de reconocer a Jesucristo en los abandonados o excluidos y agrega: "A veces me asombra que, con semejantes motivaciones, a la Iglesia le haya llevado tanto tiempo condenar contundentemente la esclavitud y diversas formas de violencia".

### Propiedad privada
Fratelli tutti afirma el derecho a la propiedad, pero afirma que este derecho "sólo puede ser considerado como un derecho natural secundario" a la dignidad humana. Francisco intenta reorientar el derecho a la propiedad para que se ejerza con responsabilidad del cuidado de la Tierra: "Esto se fundamenta en el sentido positivo que tiene el derecho de propiedad: cuido y cultivo algo que poseo, de manera que pueda ser un aporte al bien de todos." También insta a que el "derecho a la propiedad privada" vaya acompañado del "principio anterior" de "la subordinación de toda propiedad privada al destino universal de los bienes de la tierra y, por tanto, el derecho de todos a su uso".

### Fraternidad universal
El Papa señala que "En el mundo actual los sentimientos de pertenencia a una misma humanidad se debilitan" y que la búsqueda de la justicia y la paz "parece una utopía de otras épocas" que está siendo reemplazada por una "indiferencia [...] globalizada".
En esta encíclica, Francisco afirma que la fraternidad universal es posible, pero requieren "la decisión y la capacidad para encontrar los caminos eficaces que las hagan realmente posibles" (§ 180).  Además, afirma que el aislacionismo, el nacionalismo, una economía global que "promueve los intereses individuales", una "pérdida del sentido de la historia", el consumo ilimitado, el despilfarro, la cultura del descarte y la falta de preocupación por el medio ambiente dificultan este fin. Entre otras cosas, el aborto, la eutanasia, el abandono de las personas mayores, la discriminación contra la mujer y la esclavitud se incluyen como parte de esta cultura del descarte; la palabra "aborto" no está presente en la encíclica, pero se alude a su condena. En la encíclica, el Papa Francisco dice: "Hay un reconocimiento básico, esencial para caminar hacia la amistad social y la fraternidad universal: percibir cuánto vale un ser humano, cuánto vale una persona, siempre y en cualquier circunstancia." Francisco advierte que si la dignidad humana de las personas discapacitadas, de los pobres o de quienes no tienen acceso a la educación se ve amenazada, la fraternidad no será más que un "una expresión romántica más". Francisco afirma que el individualismo "no nos hace más libres, más iguales, más fraternos", y que lo que se necesita es un "amor universal" que promueva la dignidad de todo ser humano. También critica el consumismo individualista diciendo que "el “sálvese quien pueda” se traducirá rápidamente en el “todos contra todos”, y eso será peor que una pandemia".

### "Libertad, igualdad y fraternidad"
La revista Famille Chrétienne dice que en la encíclica el papa usa el grupo de palabras "libertad, igualdad y fraternidad" sin hacer referencia explícita al lema francés. Francisco dice que "La fraternidad no es sólo resultado de condiciones de respeto a las libertades individuales, ni siquiera de cierta equidad administrada. Si bien son condiciones de posibilidad no bastan para que ella surja como resultado necesario. La fraternidad tiene algo positivo que ofrecer a la libertad y a la igualdad." Francisco agrega que la libertad y la igualdad no son nada sin fraternidad. Además, el Papa critica las declaraciones francesa y universal de los derechos humanos por ser abstractas en esencia, afirmando la igualdad no se "logra definiendo en abstracto que “todos los seres humanos son iguales”, sino que es el resultado del cultivo consciente y pedagógico de la fraternidad".

### Dignidad de las mujeres
En la encíclica, el Papa Francisco hizo todo lo posible para garantizar que la situación de las mujeres en todo el mundo se tenga más en cuenta. La encíclica dice: "la organización de las sociedades en todo el mundo todavía está lejos de reflejar con claridad que las mujeres tienen exactamente la misma dignidad e idénticos derechos que los varones".

### Pena capital
El Papa Francisco repite que la pena de muerte es "inadmisible" y que "No es posible pensar en una marcha atrás con respecto a esta postura." Agrega que la Iglesia Católica está comprometida con la abolición mundial de la pena de muerte; él explicó: "El firme rechazo de la pena de muerte muestra hasta qué punto es posible reconocer la inalienable dignidad de todo ser humano y aceptar que tenga un lugar en este universo."

### Política internacional
En la encíclica, el Papa afirma que la pandemia de COVID-19 ha demostrado el fracaso del mundo en trabajar juntos durante la crisis. En la encíclica, el Papa Francisco pide el desarrollo de una "forma de gobernanza global" de medio a largo plazo que tenga los medios "para ayudar realmente a la integración de los emigrantes en los países de acogida y, al mismo tiempo, favorecer el desarrollo de los países de proveniencia, con políticas solidarias, que no sometan las ayudas a estrategias y prácticas ideológicas ajenas o contrarias a las culturas de los pueblos a las que van dirigidas".
El Papa Francisco también pide una reforma de las Naciones Unidas para evitar que sea "deslegitimizada".
En la encíclica el Papa critica tanto los regímenes populistas como los liberales: "El desprecio de los débiles puede esconderse en formas populistas, que los utilizan demagógicamente para sus fines, o en formas liberales al servicio de los intereses económicos de los poderosos."

### Guerra
Francisco dice que ya en 2020, los riesgos de guerra superan sus supuestos beneficios. Por tanto, considera que "hoy es muy difícil sostener los criterios racionales madurados en otros siglos para hablar de una posible “guerra justa”, y dice que San Agustín de Hipona, que creó el concepto de guerra justa, también dijo que "dar muerte a la guerra con la palabra, y alcanzar y conseguir la paz con la paz y no con la guerra, es mayor gloria que darla a los hombres con la espada". Se denuncia que la guerra, las armas nucleares y el terrorismo son sustitutos equivocados del diálogo y medios para promover principalmente las agendas nacionales.

### Oraciones de conclusión
La encíclica termina con dos oraciones: una al Creador, dirigida a Dios como Padre, y una oración cristiana ecuménica, dirigida a Dios como la Santísima Trinidad.